# トーマス・ブレーク・グラバー
トーマス・ブレーク・グラバー（英: Thomas Blake Glover、1838年6月6日 - 1911年12月16日）は、スコットランド出身の商人。トマス・ブレイク・グローバーとも表記。
武器商人として幕末の日本で活躍した。日本で商業鉄道が開始されるよりも前に蒸気機関車の試走を行い、長崎に西洋式ドックを建設し造船の街としての礎を築くなど、日本の近代化に大きな役割を果たした。
維新後も日本に留まり、高島炭鉱の経営を行った。造船・採炭・製茶貿易業を通して、日本の近代化に貢献。国産ビールの育ての親。

## 生涯
スコットランド・アバディーンシャーで沿岸警備隊の1等航海士トーマス・ベリー・グラバーとメアリーの間に8人兄弟姉妹の5人目として生まれた。ギムナジウムを卒業した後、1859年に上海へ渡り、当時東アジア最大の商社だったジャーディン・マセソン商会に入社。同年9月19日（安政6年8月23日）、開港後まもない長崎に来日。同じスコットランド人K・R・マッケンジー経営の貿易支社に勤務。
2年後にマッケンジーが長崎を去ると、彼の事業を引き継いで、フランシス・グルーム（アーサー・ヘスケス・グルームの兄）と共に「グラバー商会」を設立。貿易業を営み、「ジャーディン・マセソン商会」の長崎代理店となった。
当初は生糸や茶の輸出を中心として扱ったが八月十八日の政変後の政治的混乱に着目して討幕派の藩、佐幕派の藩、幕府問わず、武器や弾薬を販売した。亀山社中とも取引を行った。また、1863年（文久3年）の長州五傑のイギリス渡航や、1865年（元治2年）の薩摩藩の五代友厚・森有礼・寺島宗則、長澤鼎らによる薩摩藩遣英使節団の海外留学の手引きもしている。
グラバーは、英国聖公会の信徒で、1859年（安政6年）に来日した米国聖公会のジョン・リギンズやチャニング・ウィリアムズ（立教大学創設者）の両宣教師などによって私邸や英国領事館（当時、大浦の妙行寺内）を使って始められた長崎在住の外国人のための礼拝にも参加し、1862年（文久2年）に東山手11番に完成した、日本初のプロテスタント教会である英国聖公会会堂でも教会の管理人の一人を務めた。また、1875年（明治8年）に設立された日本人信徒のための聖公会初の「長崎出島教会」の隣りに、1878年（明治11年）英国聖公会宣教協会（CMS）の宣教師ハーバート・モーンドレルが設立した「出島・英和学校」の建物（長崎出島和蘭商館跡に旧出島神学校として現存する）が竣工すると、英国バーミンガムで特注で鋳造した鐘を寄贈している。
1865年4月12日（元治2年3月17日）には、大浦海岸において蒸気機関車（アイアン・デューク号）を走らせた。本業の商売にも力を注ぎ、1866年（慶応2年）には大規模な製茶工場を建設。1868年（明治元年）には肥前藩（＝佐賀藩との合弁）と契約して高島炭鉱開発に着手。さらに、長崎の小菅に船工場（史跡）を造った。
明治維新後も造幣寮の機械輸入に関わるなど明治政府との関係を深めたが、武器が売れなくなったことや諸藩からの資金回収が滞ったことなどで1870年（明治3年）、グラバー商会は破産。グラバー自身は高島炭鉱（のち官営になる）の実質的経営者として日本に留まった。1881年（明治14年）、官営事業払い下げで三菱の岩崎弥太郎が高島炭鉱を買収してからも所長として経営に当たった。また、1885年（明治18年）以後は三菱財閥の相談役としても活躍し、経営危機に陥ったスプリング・バレー・ブルワリーの再建参画を岩崎に勧め、後の麒麟麦酒（現在のキリンホールディングス）の基礎を築いた。
私生活では五代友厚の紹介で、ツルと結婚。長女ハナをもうけている。また、息子に倉場富三郎がいる（ツル以前に内縁の広永園との間に梅吉をもうけているが、生後4ヶ月ほどで病死している）。

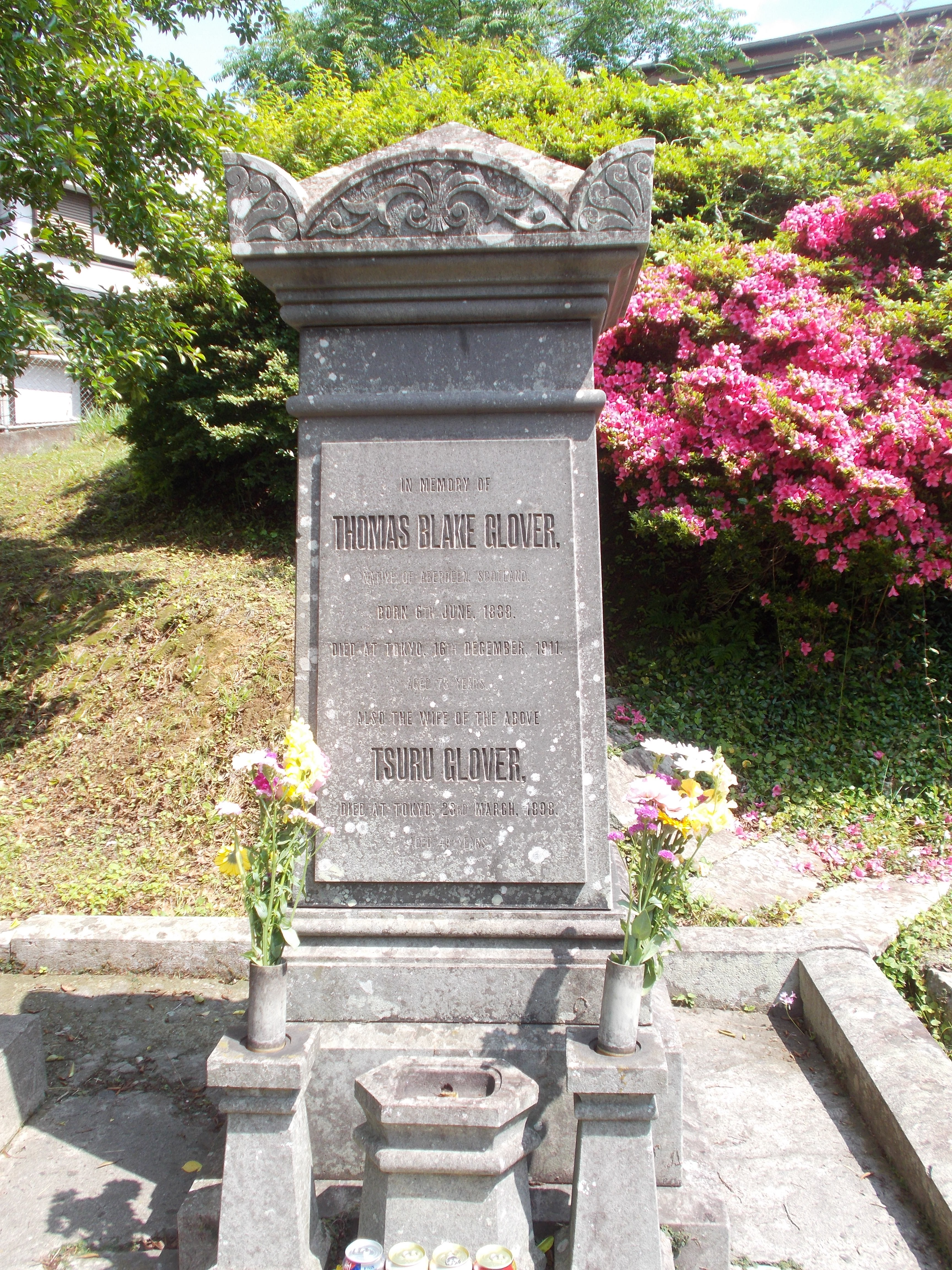
グラバー夫妻の墓

晩年は東京で過ごし、1908年（明治41年）、外国人として破格の勲二等旭日重光章を授与された。1911年（明治44年）に東京の麻布邸で死去。73歳没。遺骨は長崎に運ばれ、グラバー邸において英国国教会の式次に則り盛大な葬儀が営まれた。葬儀には、安藤謙介長崎県知事、北川信従長崎市長、三菱造船所とホーム・リンガー商会の幹部をはじめ、長崎の名士がこぞって参列した。墓は長崎市内の坂本国際墓地にある。ツルとともに埋葬されており、息子の倉場富三郎夫妻の墓とは隣同士である。邸宅跡がグラバー園として一般公開され、現在は長崎の観光名所になっている。

## 人物
- 別荘のある奥日光に日本最初のフライフィッシングの文化を持ち込んだ。同地はフライフィッシングの聖地となっている[8]。
- 太宰府天満宮にある麒麟像をたいそう気に入っていたらしく、何度も譲ってほしいと打診していた。
- キリンビールの麒麟は麒麟像と坂本龍馬を指しているとの説もある。
- 彼をスコットランド系のフリーメイソンリーとする説があるが、記録はない。グラバー邸内にはコンパスと定規を組み合わせたフリーメイソンリー特有のマークが刻まれた石柱があるが、これはもともとグラバー邸にあったものではない。フリーメイソンリーのロッジ（集会所）にあったものが1966年（昭和41年）に長崎市に寄贈され、長崎市によって観光目的で移設されたものである。長崎市もこの経緯を認めている[2]。
- 薩長が倒幕で使用した武器・弾薬、艦船などの7割近くをグラバーが調達したともいわれる[9]。
- 伊藤博文は、明治政府の高官となってからもグラバーと接触を保ち、私的にグラバーに意見を求めることもあったという[10]。

## 関連作品
テレビドラマ
- 「竜馬がゆく」（1968年、NHK大河ドラマ、演：フランツ・グルーベル）
- 「龍馬伝」（2010年、NHK、大河ドラマ、演：ティム・ウェラード）
- 「JIN-仁- (テレビドラマ)」（TBSテレビ、演：ウィル・ゲラック）

漫画
- 「お～い!竜馬」（原作：武田鉄矢、作画：小山ゆう）

テレビアニメ
- 「お～い!竜馬」（1992年-1993年、NHK総合テレビ、声：大友龍三郎）
- 「ねこねこ日本史」（アニメ版オリジナルキャラクター。）

## 関連書籍
- 野田平之助『グラバー夫人』新波書房, 1972、改訂新版 野田和子改訂, 1994
- ブライアン・バークガフニ『花と霜 グラバー家の人々』平幸雪 訳、長崎文献社, 1989、新版2003
- ブライアン・バークガフニ『T・B・グラバー 長崎偉人伝』長崎文献社, 2020
- 多田茂治『グラバー家の最期 日英のはざまで』葦書房, 1991
- 杉山伸也『明治維新とイギリス商人 トマス・グラバーの生涯』岩波新書, 1993
- 山崎識子『隠れ間のあるじ トーマス・ブレイク・グラバー』栄光出版社, 1994
- アレキサンダー・マッケイ『トーマス・グラバー伝』平岡緑訳、中央公論社, 1997
- 楠戸義昭『もうひとりの蝶々夫人 長崎グラバー邸の女主人ツル』毎日新聞社, 1997
- 内藤初穂「トーマス・B・グラバー始末 明治建国の洋商』アテネ書房, 2001
- 山口由美『長崎グラバー邸父子二代』集英社新書, 2010
- マイケル・ガーデナ『トマス・グラバーの生涯 大英帝国の周縁にて』村里好俊・杉浦裕子訳、岩波書店, 2012
- 山口幸彦『明治維新の大功労者トーマス・グラバー フリーメーソンとしての活躍』長崎文献社, 2014
- 出口臥龍『グラバーの暗号』幻冬舎、2018年